# Vald
Vald, pseudonimo di Valentin Le Du (Aulnay-sous-Bois, 15 luglio 1992), è un rapper francese.

## Biografia
Valentin Le Du nasce ad Aulnay-sous-Bois, nella regione dell'Île-de-France, da padre bretone. Scopre l'hip hop all'età di 15 anni, grazie alle canzoni di Kery James.

## Carriera
Inizia a rappare a 17 anni, e nel 2012 escono i suoi primi mixtape gratuiti, NQNTMQMQMB (acronimo di Ni queue ni tête mais qui met quand même bien) e Cours de rattrapage. Nel 2014 firma un contratto con l'etichetta del rapper Tunisiano, e pubblica l'EP NQNT, contenente svariate critiche sociali e politiche. Il successo del progetto, e del sequel, NQNT2, reso disponibile l'anno seguente e caratterizzato da testi alquanto provocatori, permettono a Vald di acquisire fama e popolarità.
Il suo primo album in studio, Agartha, esce il 20 gennaio 2017, e prende il nome da un regno immaginario nascosto sotto la crosta terrestre. Il disco, che si compone di 17 tracce, si distingue per i testi criptici e un vocabolario complesso. Nell'ottobre dello stesso anno l'album ottiene il disco di platino. Il 2 febbraio 2018 pubblica il secondo album, dal titolo XEU, contenente anche Désaccordé, singolo che raggiunge la prima posizione nelle classifiche di Spotify e Deezer. XEU viene certificato disco d'oro dopo 10 giorni dall'uscita.
L'11 ottobre 2019 viene reso disponibile il suo terzo album, Ce monde est cruel, contentente 16 tracce e le collaborazioni di SCH, Maes e Suikon Blaz AD. Definito dalla critica politicamente impegnato, il disco mette in risalto il pensiero cinico di Vald, che compie una profonda analisi sociale. Nel 2020 fonda la sua etichetta, chiamata Echelon Music.
Il 18 dicembre dello stesso esce Horizon vertical, progetto collaborativo con Heuss l'Enfoiré, anticipato dal doppio singolo Guccissima x Matrixé. Il 4 febbraio 2022 è la volta di V, quarto album solista del rapper. Il formato fisico dell'album viene pubblicato in quattro versioni diverse, con tracce bonus differenti. Il disco viene ripubblicato nel dicembre dello stesso anno in una riedizione chiamata VV5, che contiene 13 tracce inedite.

## Stile musicale
In un'intervista, Vald ha affermato di essere affascinato dalle teorie del complotto, in particolare la teoria del complotto rettiliano, pur senza credervi lui stesso.
Nei suoi testi sono frequenti riferimenti e citazioni al mondo del cinema, in particolare ai film horror e ai film pornografici.
Cita tra le sue ispirazioni musicali i rapper Alkpote, Kery James, Despo Rutti e la Sexion d'Assaut, nonché artisti statunitensi come Young Thug, Lil Wayne, Future ed Eminem.

## Discografia

### Album in studio
- 2017 – Agartha
- 2018 – XEU
- 2019 – Ce monde est cruel
- 2020 – Horizon vertical (con Heuss l'Enfoiré)
- 2022 – V
- 2025 – Pandémonium

### Mixtape
- 2012 – NQNTMQMQMB
- 2012 – Cours de rattrapage
- 2018 – NQNT33

### EP
- 2014 – NQNT
- 2015 – NQNT2